# Федотов, Пётр Федотович
Пётр Федотович Федотов (1905—1988) — полковник Советской Армии, участник Великой Отечественной войны, Герой Советского Союза (1945).

## Биография
Пётр Федотов родился 1 июля 1905 года в деревне Новая Обуховка (ныне — в Старошайговском районе Мордовии). После окончания десяти классов школы работал в сельском хозяйстве. В 1927 году Федотов был призван на службу в Рабоче-крестьянскую Красную Армию. В 1931 году он окончил Объединённую военную школу имени ВЦИК, в 1933 году — Борисоглебскую военную авиационную школу лётчиков, в 1942 году — два курса Военно-воздушной академии. С октября того же года — на фронтах Великой Отечественной войны.
К марту 1945 года гвардии подполковник Пётр Федотов командовал 95-м гвардейским штурмовым авиаполком 5-й гвардейской штурмовой авиадивизии 2-го гвардейского штурмового авиакорпуса 2-й воздушной армии 1-го Украинского фронта. К тому времени он совершил 78 боевых вылетов, в воздушных боях сбил 4 самолёта противника. Под его руководством лётчики полка совершили более 3700 боевых вылетов на штурмовку скоплений боевой техники и живой силы противника, нанеся ему большие потери>.
Указом Президиума Верховного Совета СССР от 27 июня 1945 года гвардии подполковник Пётр Федотов был удостоен высокого звания Героя Советского Союза с вручением ордена Ленина и медали «Золотая Звезда».
После окончания войны продолжил службу в Советской Армии. В 1951 году окончил курсы усовершенствования офицерского состава. В 1958 году в звании полковника Федотов был уволен в запас. Проживал в Москве. Скончался 2 февраля 1988 года, похоронен на Кунцевском кладбище Москвы.
Был награждён двумя орденами Ленина, тремя орденами Красного Знамени, орденами Александра Невского, Отечественной войны 1-й и 2-й степеней, Красной Звезды, иностранным орденом и рядом медалей.